# Jeepers Creepers
Jeepers Creepers is een Amerikaanse horrorfilm uit 2001 die zowel werd geschreven als geregisseerd door Victor Salva. De productie werd genomineerd voor zowel de Saturn Award voor beste horrorfilm als die voor beste acteur (Justin Long). Op het Filmfestival van Sitges 2001 werd Jeepers Creepers genomineerd voor de prijs voor beste film.
In 2003 kwam het eerste vervolg Jeepers Creepers 2 uit. Jeepers Creepers 3 kwam uit in 2017.

## Verhaal
Darry Jenner en zijn zus Trish zijn op weg naar hun ouders in de zomervakantie, als een oude vrachtwagen hen plotseling opjaagt en van de weg duwt. Even later zien ze dezelfde truck bij een oude kerk staan. Er stapt een onherkenbaar figuur uit, die een in doek gewikkeld voorwerp in een buis gooit. Ze rijden snel weg.
Omdat ze toch benieuwd zijn wat het figuur nou in de buis gooide, keren ze toch terug. Darry valt ter plekke zelf in de buis en ontdekt een gewonde man in een ruimte onder de kerk. Wanneer Darry weg probeert te komen, ziet hij tientallen lijken vastgeplakt aan de muren en het plafond. Wanneer het hem lukt om de kerk te verlaten, rijdt het tweetal snel weg om de politie te waarschuwen.
Ze komen bij een eetcafé en bellen daar de politie. Ze worden er echter ook zelf gebeld door iemand die hun vertelt dat er een duister wezen achter ze aanzit, dat eens in de paar jaar ontwaakt om te eten.
Darry en Trish rijden samen met de politie naar de stad. Onderweg worden de agenten echter vermoord door de duistere figuur. Darry en Trish rijden meermaals over het monster heen, waarna het dood lijkt te zijn. Ze gaan daarop naar het politiebureau, waar inmiddels hetzelfde monster is gesignaleerd en al verschillende agenten heeft gedood. Darry en Trish proberen te ontsnappen, maar het monster grijpt Darry en ontvoert hem mee de donkere nacht in.